# Płomień Nowego Orleanu
Płomień Nowego Orleanu (ang. The Flame of New Orleans) – amerykańska komedia romantyczna z 1941 roku. Film wyreżyserował francuski filmowiec René Clair - był to jego amerykański debiut. Zdjęcia kręcono w Luizjanie. Obraz został nominowany do Oscara za najlepszą scenografię.

## Fabuła
Francuzka Claire Ledoux (Marlene Dietrich) opuszcza Europę by rozpocząć nowe życie w Ameryce. Ląduje w Nowym Orleanie, gdzie pracuje jako piosenkarka w saloonie. Jej celem jest jednak znalezienie bogatego mężczyzny, którego mogłaby poślubić. Na jej drodze staje Charles Giraud (Roland Young). O serce Claire stara się także Robert Latour (Bruce Cabot). Wówczas Zolotov (Mischa Auer), który poznał ją jeszcze we Francji, zaczyna rozsiewać plotki o jej rzekomo skandalicznej reputacji w Europie. Claire stara się przekonać wszystkich, że te informacje dotyczą jej kuzynki. 
Jan Józef Szczepański napisał w 1948, że film dotrzymuje reguł dobrej farsy, mimo że nie jest ani odkrywczy, ani frapujący. Nazwał go świeżym i pełnym najautentyczniejszego humoru. Stwierdził też, że jego pełna wdzięku błahość daje satysfakcję przyjemnego odpoczynku.

## Obsada
- Marlene Dietrich - Claire Ledoux (Lili)
- Roland Young - Charles Giraud
- Bruce Cabot - Robert Latour
- Mischa Auer - Zolotov
- Andy Devine - Andrew
- Frank Jenks - marynarz
- Eddie Quillan - marynarz
- Laura Hope Crews - ciocia
- Franklin Pangborn - Bellows
- Theresa Harris - Clementine
- Clarence Muse - Samuel
- Melville Cooper - szwagier
- Anne Revere - siostra
- Bob Evans - William
- Emily Fitzroy - Amelia